# Richard Stallman
Richard Matthew Stallman, znany też jako rms (ur. 16 marca 1953 w Nowym Jorku) – amerykański haker i jeden z twórców ruchu wolnego oprogramowania, założyciel projektu GNU oraz, z inspiracji Richarda Greenblatta Free Software Foundation, współtwórca licencji GNU GPL, jeden z twórców wielu kluczowych programów takich jak edytor Emacs, kompilator GCC czy debuger GDB. Ustalił ramy moralne dla swojej wizji ruchu wolnego oprogramowania, jako alternatywy dla programów własnościowych.

## Życiorys
Urodził się 16 marca 1953 r. na Manhattanie. W 1974 r. ukończył fizykę na Harvard University. Pracował jako programista w Laboratorium Sztucznej Inteligencji MIT, między innymi nad systemami operacyjnymi.

### Stallman wobec rozpadu kultury hakerskiej
W latach 80. kultura hakerska, stanowiąca centrum życia Stallmana, zaczęła rozkładać się pod naciskiem rosnącego w siłę przemysłu programistycznego. Pozostali hakerzy z laboratorium sztucznej inteligencji zostali zatrudnieni przez firmy Symbolics i Lisp Machines. Dążyły one do zastąpienia wolnego oprogramowania własną, prawnie zastrzeżoną wersją.
Przez dwa lata (od 1982 r. do końca 1983 r.) Stallman samodzielnie zapobiegał uzyskaniu monopolu przez Symbolics rozwijając równolegle analogiczne oprogramowanie dla maszyny lispowej. Jednak wtedy był już ostatnim ze swojego pokolenia hakerów pozostającym w laboratorium. Został poproszony o podpisanie zgody na nieujawnianie informacji, do których miał dostęp. To oraz sam fakt istnienia umów NDA uznał za łamanie podstawowych wartości, które uznawał. Umowy NDA zabraniały bowiem udostępniania kodów źródłowych opracowywanych programów. Przykładem takiej praktyki była odmowa udostępnienia mu kodu źródłowego oprogramowania nowej drukarki Xeroxa, dostępnej w laboratorium MIT.

### Tworzenie GNU

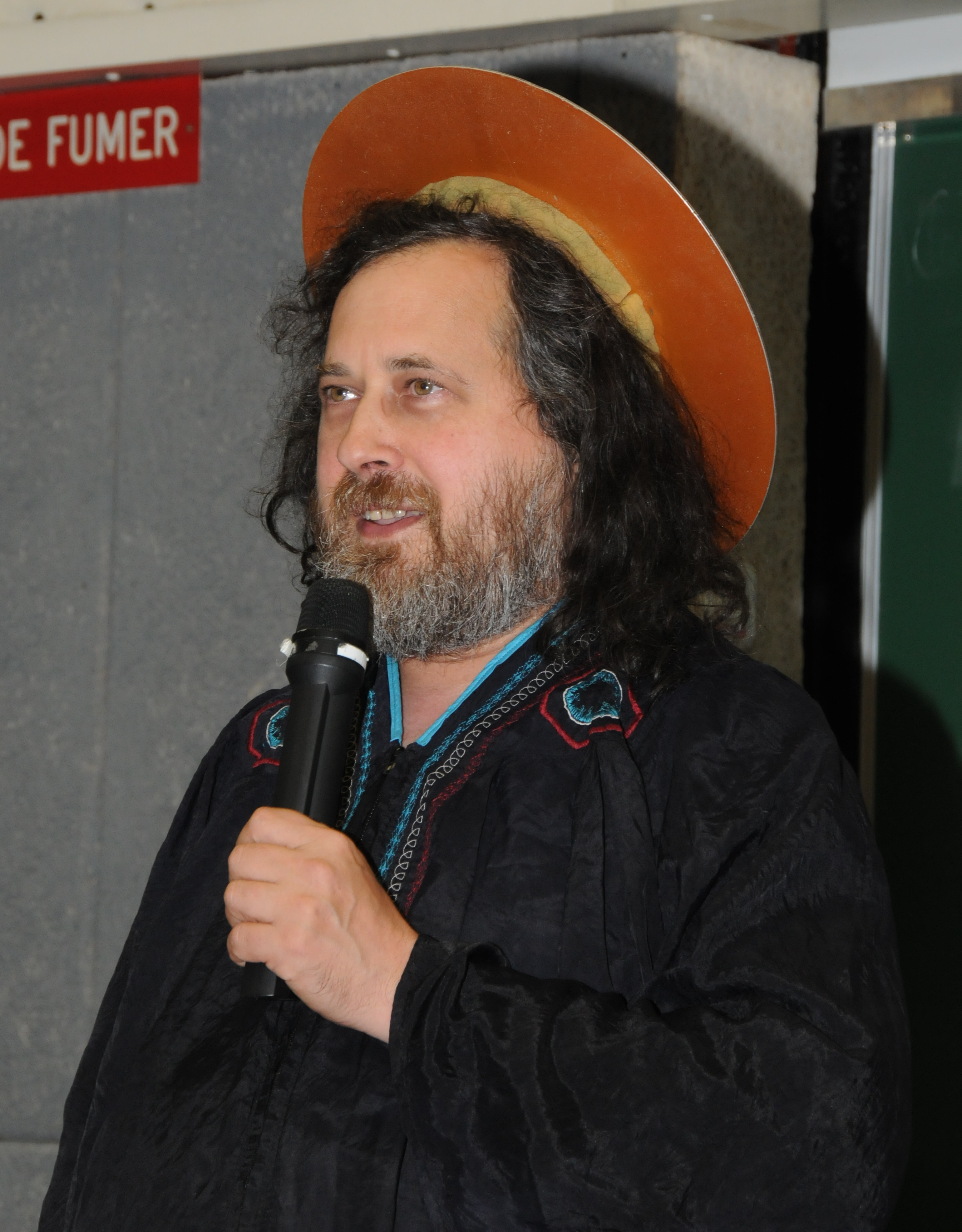
Stallman jako święty IGNUcy z dyskiem na głowie, który ma reprezentować aureolę

- 27 września 1983 r. Stallman opublikował w Usenecie zapowiedź powstania wolnego systemu GNU, a dwa lata później manifest GNU, który wyjaśniał jego zamiary i przyczyny stworzenia wolnej alternatywy dla systemu Unix. Planowany system nazwał GNU (GNU to Nie UNIX – ang. GNU’s Not UNIX).
- Wkrótce powstała niedochodowa organizacja Free Software Foundation w celu koordynowania prac.
- Pierwszym programem GNU był GNU Emacs, na stworzonej przez siebie licencji typu copyleft GNU Emacs General Public License powstałej w 1988 r.
- Licencja GNU Emacsa została uogólniona do postaci GNU General Public License (znanej jako GPL) w 1989 r.

W tym samym czasie powstała większość systemu GNU, z wyjątkiem jądra.
W 1991 r. Linus Torvalds udostępnił tworzone przez siebie jądro – Linuksa – na licencji GPL. Po przystosowaniu systemu GNU do działania z Linuksem powstał system operacyjny GNU/Linux.
Richard przyjął imię świętego IGNUcego kościoła Emacs.
16 września 2019 r. Stallman zrezygnował z funkcji prezesa Free Software Foundation, jednak wrócił do Fundacji jako jeden z jej dyrektorów w 2021 r.

### Promowanie Wolnego Oprogramowania
Obecnie Richard Stallman zajmuje się promowaniem idei Wolnego Oprogramowania oraz pokrewnych wolności.
RMS parokrotnie gościł w Polsce – pierwszy raz w listopadzie 2001 r. podczas Jesiennych Warsztatów GNU/Linuksowych w Zegrzu, później m.in. 10 maja 2003 r. na organizowanej przez FFII w Warszawie konferencji dotyczącej patentów na oprogramowanie, 14 stycznia 2009 r. na konferencji IT Giants w Krakowie na AGH, 2 maja 2009 r. podczas zlotu Stowarzyszenia Wikimedia Polska w Jadwisinie oraz 15 marca 2013 r. podczas 9. edycji Studenckiego Festiwalu Informatycznego odbywającego się w Krakowie.

## Problemy zdrowotne
We wrześniu 2023 roku, podczas wystąpienia z okazji obchodów 40 lecia projektu GNU Richard Stallman ogłosił, że ma chłoniaka grudkowego, jeden z rodzajów raka. Później oświadczył, że jego nowotwór jest w remisji.

## Kontrowersje
Polityczne i moralne motywacje Richarda Stallmana uczyniły go postacią kontrowersyjną. Wielu wpływowych programistów, m.in. Linus Torvalds, zgadzających się z pomysłem dzielenia się kodem, sprzeciwia się jednak jego postawie moralnej, osobistej filozofii czy językowi, którego używa do opisu swoich poglądów. Jednym ze skutków tych dyskusji były narodziny koncepcji Open Source i stojącego za nim ruchu otwartego oprogramowania, niejako alternatywnego dla ruchu wolnego oprogramowania.

## Nagrody
Stallman za swoją pracę otrzymał wiele nagród i odznaczeń, m.in.:
- 1990 – stypendium MacArthur Fellowship przyznane przez Fundację MacArthura
- 1990 – „The Association for Computing Machinery’s Grace Hopper Award” za prace nad edytorem Emacs
- 1996 – doktorat honorowy szwedzkiego Królewskiego Instytutu Technicznego
- 1998 – nagrodę Pioniera Electronic Frontier Foundation
- 1999 – nagrodę Yuri Rubinsky Memorial Award
- 1999 – nagrodę Linus Torvalds Award for Community Service – otrzymując tę nagrodę, zażartował: „Danie nagrody Linusa Torvaldsa Fundacji Wolnego Oprogramowania, to coś jak nagroda Hana Solo dla Przymierza Rebeliantów”
- 2001 – nagrodę Takedy